# 宝来温泉
宝来温泉（ほうらいおんせん bǎo lái wēn quán）は台湾高雄市六亀区宝来里にある温泉。宝来の名は日本統治時代に当地の大自然を仙境である蓬萊山になぞらえて命名したことにちなむ。
1980年代に南横公路が開通して以降開発が進み周辺で随一の温泉街に発達したが、2007年に発生した八八水災により温泉街は重大な被害を受け、源泉も土砂に埋没してしまった。2011年に高雄市政府が温泉井戸を2箇所掘削したが、湧出量が少なかったため使われなかった。現在ではいくつかの温泉業者が井戸を掘り温泉水を組み上げて利用している。